# Biserica Sfinții Arhangheli Mihail și Gavril din Oradea
Biserica Sfinții Arhangheli Mihail și Gavril din Oradea este un monument istoric aflat pe teritoriul municipiului Oradea. În Repertoriul Arheologic Național, monumentul apare cu codul 26573.14.